# Wakkerendijk 260
Wakkerendijk 260 is een gemeentelijk monument aan de Wakkerendijk in Eemnes in de provincie Utrecht. 
De oorspronkelijke boerderij werd in 1711 genoemd als Willem Adriaansz. Potwijk het pand verkoopt aan Jacob Aalten Maasen.
Van 1754 tot 1892 was de boerderij eigendom van de Nederduits Hervormde Gemeente van Eemnes-Binnen.
In 1901 werd de boerderij van de familie Seldenrijk door brand verwoest. In de gevelsteen staat de tekst De eerste steen gelegd door Everdina Seldenrijk 18 juni 1905.
Het zadeldak heeft aan de voorzijde dakpannen, de stalzijde is gedekt met riet. De vensters aan de voorzijde zijn voorzien van paneelluiken.